# Aulacaspis uenoi
Aulacaspis uenoi är en insektsart som först beskrevs av Sadao Takagi 1970.  Aulacaspis uenoi ingår i släktet Aulacaspis och familjen pansarsköldlöss.
Artens utbredningsområde är Taiwan. Inga underarter finns listade i Catalogue of Life.